# Teatro Universitário Paschoal Carlos Magno

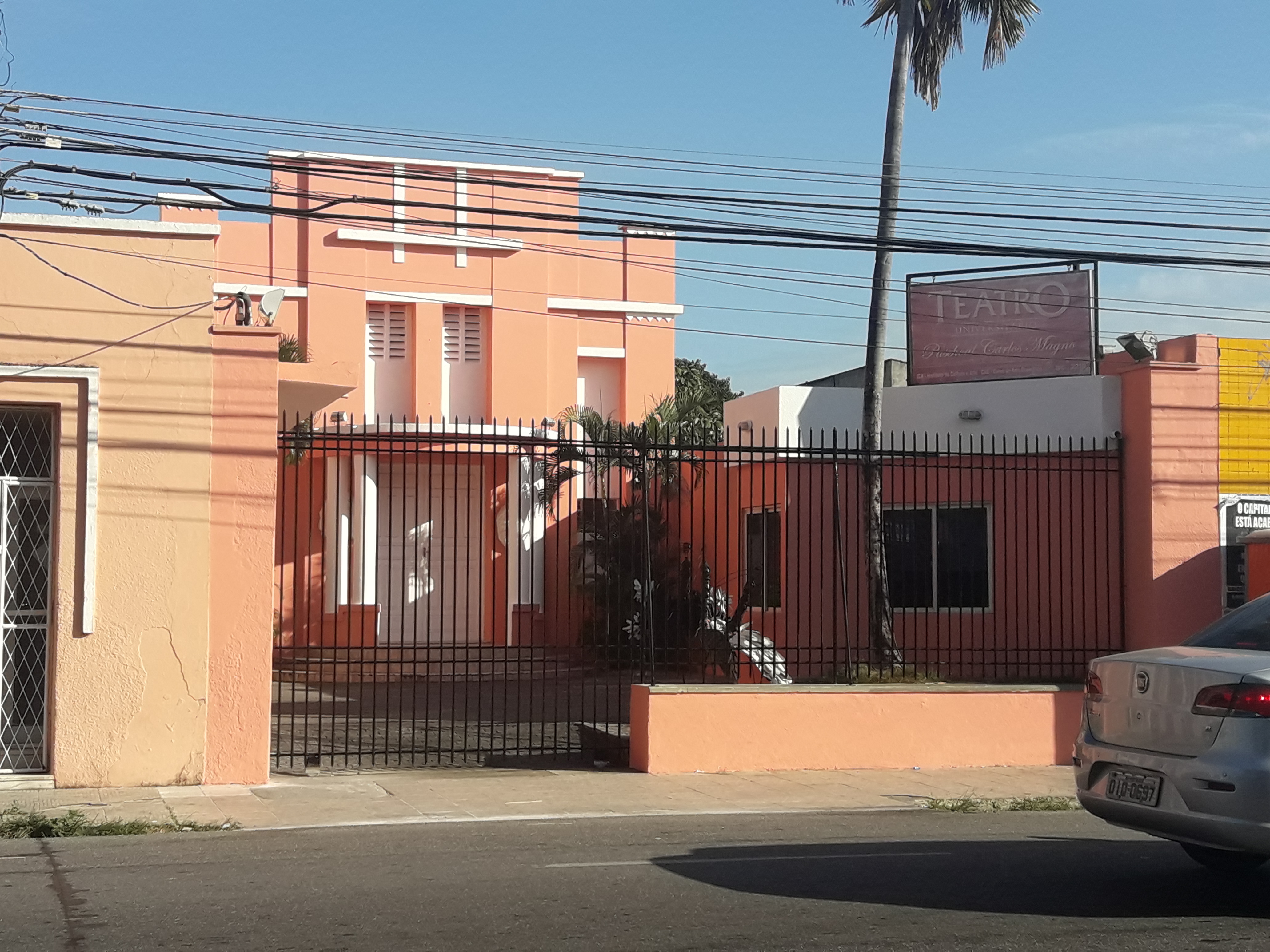
Teatro Universitário Paschoal Carlos Magno

O Teatro Universitário Paschoal Carlos Magno (TUPA), é um equipamento cultural da Universidade Federal do Ceará vinculado à Secretaria de Cultura Artística, Secult-Arte-UFC. O equipamento está localizado no Campus do Benfica e foi nomeado em homenagem ao teatrólogo Paschoal Carlos Magno.

## História
O Teatro Universitário surge em 1965 de uma reforma no antigo Teatro Santa Maria (então pertencente ao Educandário Santa Maria), mantido de 1937 a 1963 por três irmãs da família Ferreira Lima. Em 1964, a Universidade Federal do Ceará adquire o prédio (Avenida Visconde de Cauípe, atual Avenida da Universidade, 2210) e no ano seguinte o transforma em Teatro Universitário, anexo à sede do Curso de Arte Dramática (CAD), fundado em 1960. Com projeto dos arquitetos Neudson Braga e Liberal de Castro, trabalho cenográfico de J. Figueiredo e Helder Ramos, orientação de iluminotécnica de Lamartine e Alico e decoração (máscaras) de J. Figueiredo e Breno Felício inaugura-se o Teatro Universitário a 26 de junho de 1965.
Na estreia, a montagem de O Demônio Familiar, de José de Alencar, sob direção de B. de Paiva, com elenco integrado por Elizabeth Gurgel, Zilma Duarte, José Maria Lima, Walden Luiz, Maria Nilva, Adelaide Araújo, Edilson Soares e João Antônio Campos. A partir de então o Teatro da UFC (também conhecido na década sessenta como Teatro de Bolso), sedia inúmeras temporadas não somente de encenações oriundas do CAD, mas também de grupos locais, nacionais e até estrangeiros.
Em 18 de fevereiro de 2010, começam não apenas as atividades do Curso Superior em Artes Cênicas da UFC, mas também as comemorações alusivas ao cinquentenário de criação do Curso de Arte Dramática (1960-2010) e aos quarenta e cinco anos de fundação do Teatro Universitário (1965-2010).

## Nova identidade visual
Em novembro de 2019, o espaço, antes conhecido pela sigla TU, passou a ser apelidado de TUPA, reforçando a homenagem ao ator e teatrólogo Paschoal Carlos Magno, que dá nome ao teatro. Além de homenagear o teatrólogo Paschoal Carlos Magno, o nome Tupa é uma forma de diferenciar o teatro da UFC de outros teatros universitários do País. A nova identidade entra em cena em 2020, para promover esse importante espaço de produção e pesquisa artístico-cultural cearense vinculado à UFC.
Com capacidade para 120 pessoas, o Tupa encerra 2019 comemorando não apenas sua nova identidade visual, mas também a programação diversificada e de qualidade realizada ao longo do ano. Cerca de 5 mil pessoas prestigiaram os espetáculos e mostras cênicas realizados naquele espaço. O espaço conta, ainda, com três salas para ensaios cênicos. Em 2019, foram aproximadamente 80 alunos, projetos e coletivos beneficiados com aulas práticas, a exemplo do Maracatu Solar, Projeto Feixe e Coral do ICA.

Em 2019, o espaço inaugurou um projeto próprio, com apoio da SECULT-ARTE: o Palco de Giz – projeto de formação de espectadores da UFC que realiza ações em parceria com escolas públicas de Fortaleza. O intuito é a ampliação de plateia, a partir de encontros de formação artística e cidadã para além da universidade. Foram realizadas cinco edições até setembro de 2019, com seis escolas da rede pública de ensino básico.